# Carl Wilhelm Samuel Aurivillius
Carl Wilhelm Samuel Aurivillius (1854 – 1899) foi um zoólogo sueco.
Aurivillius trabalhou principalmente sobre os  plânctons e a taxonomia dos  crustáceos. 
Seu irmão foi o entomologista Per Olof Christopher Aurivillius (1853-1928) e seu tio o zoólogo Sven Magnus Aurivillius (1892-1928).

## Fonte
- Anthony Musgrave (1932). Bibliography of Australian Entomology, 1775-1930, with biographical notes on authors and collectors, Sociedade Real Zoológica de Nova Gales do Sul (Sydney) : viii + 380.